# شرعية الاتحاد الأوروبي الديمقراطية
نوقشت مسألة افتقار حكم الاتحاد الأوروبي إلى الشرعية الديمقراطية منذ عهد الجماعة الاقتصادية الأوروبية في أواخر سبعينيات القرن العشرين. كان لذلك دور في إنشاء برلمان أوروبي منتخب في عام 1979 ومنحه سلطة الموافقة على تشريعات الاتحاد الأوروبي أو رفضها. منذ ذلك الحين، اتسع نطاق استخدام المصطلح لوصف القضايا الأحدث التي تواجه الاتحاد الأوروبي. انخفض الإقبال على الانتخابات في البرلمان الأوروبي على التوالي في جميع الانتخابات بدءًا من أولها في عام 1979 وحتى عام 2014، عندما انخفضت نسبة الناخبين 42.54 % قبل أن ترتفع أخيرًا في عام 2019. يقل رقم المشاركة في انتخابات عام 2014 عن أي انتخابات وطنية في دول الاتحاد الأوروبي الـ27، إذ يبلغ متوسط المشاركة في الانتخابات الوطنية 68% في جميع أنحاء الاتحاد الأوروبي.
تتفاوت الآراء بشأن ما إذا كان الاتحاد الأوروبي يعاني من عجز ديمقراطي أو كيفية علاجه إذا كان موجودًا. يزعم المؤيدون للأوروبيين (أي المؤيدون للاتحاد الأوروبي) أن الاتحاد الأوروبي لابد وأن يُصلح مؤسساته لجعلها أكثر مساءلة، بينما يزعم الشكوكيون الأوروبيون أن الاتحاد الأوروبي لابد أن يقلل من سلطاته وأقام حملات تنادي بالانسحاب من الاتحاد الأوروبي.

## استخدام المصطلح ومعناه
استخدم الاتحاديون الأوروبيون الشباب عبارة العجز الديمقراطي للمرة الأولى في عام 1977 في بيانهم الذي صاغه ريتشارد كوربيت. في عام 1979، استخدم ديفيد ماركاند المصطلح في إشارة إلى الجماعة الاقتصادية الأوروبية في ذلك الوقت، سلف الاتحاد الأوروبي. زعم أن البرلمان الأوروبي (الجماعة الاقتصادية آنذاك) يعاني من عجز ديمقراطي لأن مواطني الجماعة لم ينتخبوه مباشرة. يشير مصطلح العجز الديمقراطي، فيما يتعلق بالاتحاد الأوروبي، إلى عدم إمكانية الوصول إلى المواطن العادي أو عدم تمثيل المواطن العادي وعدم مساءلة مؤسسات الاتحاد الأوروبي.

### الطبيعة الدستورية للعجز الديمقراطي
يوجد مصدران للشرعية الديمقراطية في الاتحاد الأوروبي: البرلمان الأوروبي، الذي اختاره الناخبون في كل دولة من دول الاتحاد الأوروبي، ومجلس الاتحاد الأوروبي (مجلس الوزراء)، إلى جانب المجلس الأوروبي (رؤساء الحكومات الوطنية) الذين يمثلون شعوب فرادى الدول. تعين الهيئتان اللتان تعملان معًا المفوضية الأوروبية (السلطة التنفيذية للاتحاد). يمكن مقارنة الشرعية الديمقراطية داخل الاتحاد الأوروبي بالشرعية المزدوجة المنصوص عليها في النظام الاتحادي، كالولايات المتحدة، حيث يوجد مصدران مستقلان للشرعية الديمقراطية، وهما مجلس النواب ومجلس الشيوخ، ولإقرار قانون ما، يجب أن تعتمد القرارات مؤسسة واحدة تمثل الشعب ككل وهيئة مستقلة تمثل شعوب كل دولة على حدة.
أشارت المحكمة الدستورية الألمانية إلى وجود عجز ديمقراطي هيكلي متأصل في بناء الاتحاد الأوروبي. ووجدت أن عمليات اتخاذ القرار في الاتحاد الأوروبي ما تزال إلى حد كبير عمليات منظمة دولية، وغالبًا ما تقوم على مبدأ المساواة بين الدول، وعلى عدم إمكانية التوفيق بين مبدأ المساواة بين الدول ومبدأ المساواة بين المواطنين في قانون شتاتينفيربوند (أي رابطة الدول بالألمانية). بعبارة أخرى، في الاتحاد فوق الوطني أو الكونفدرالية (أي الدولة غير الفيدرالية) هناك معضلة تتعلق بكيفية التوفيق بين مبدأ المساواة بين الدول القومية، الذي ينطبق على المنظمات الدولية (الحكومية الدولية)، ومبدأ المساواة بين المواطنين، المُطبّق داخل الدول. يشير تقرير صدر في عام 2014 عن جمعية الإصلاح الانتخابي البريطانية أن «هذا الهيكل المؤسسي الفريد يجعل تطبيق المعايير الديمقراطية المعتادة صعبًا دون إحداث تغييرات كبيرة في التركيز. من المؤكد أن مبادئ التمثيل والمساءلة والمشاركة الديمقراطية هي مبادئ حيوية، ولكن لحماية حقوق الأقليات أهمية خاصة. فالاتحاد الأوروبي نظام سياسي يتكون بالكامل من الأقليات، من بعض النواحي على الأقل.»

### المفوضية الأوروبية
يشدد أحد تأكيدات عدم الشرعية الديمقراطية على دور المفوضية الأوروبية في وضع التشريعات. انتًقد هذا الانتقاد بدوره، وذلك بتوظيف مقارنات بالوضع في الحكومات الوطنية حيث لا يُناقش سوى القليل من مشاريع قوانين البرلمان و «يُعتمد أقل من 15% بنجاح في أي حال من الأحوال»، في حين أن المقترحات الحكومية «عادة ما تُقرّر من دون تعديلات جوهرية تجريها السلطة التشريعية.» يُعاد تشكيل اللجنة مرة كل خمس سنوات. ترشح الحكومات الوطنية أعضاء المفوضية الجديدة، ويوافق مجلس الاتحاد الأوروبي والبرلمان الأوروبي (أو لا يوافقا) على المفوضية المقترحة بصورة مشتركة وفردية. في حال موافقة البرلمان على التصويت بحجب الثقة، وجب على اللجنة أن تستقيل. جرى تقديم مثل هذا الالتماس ثماني مرات، ولكن لم يُوافَق عليه قط. في عام 1999، رُفض طلب حجب الثقة الأولي ضد لجنة سانتر اثناء انتظار نتائج التحقيق. عندما نُشرت نتائج التحقيق، استقالت لجنة سانتر، ما حال دون تقديم طلب طعن ثان كان من المتوقع أن يصدر بأغلبية كبيرة.
في محاولة لتعزيز الشرعية الديمقراطية، نصت معاهدة لشبونة على أن يراعي ترشيح رئيس المفوضية الأوروبية نتيجة الانتخابات البرلمانية الأوروبية، وفسرت المجموعات البرلمانية الكبرى ذلك على أنه يعني أن المجلس الأوروبي ينبغي أن يرشح المرشح الذي اقترحته المجموعة البرلمانية المهيمنة. مع ذلك، انتُقد هذا أيضًا من وجهة نظر الشرعية الديمقراطية باعتبار أن الاتحاد الأوروبي ليس بلدًا وأن المفوضية الأوروبية ليست حكومة، وأنها تمتلك دورًا شبه قضائي يتطلب منها أن تعمل حكمًا أو شرطيًا عوضًا عن أن تكون فاعلة حزبيًا. تتمثل المخاوف بأن يكون رئيس اللجنة شبه المنتخب «أكثر حزبية من أن يتمكن من الاحتفاظ بثقة الزعماء الوطنيين، وغير قادر على كسب ولاء المواطنين.» يُنظر إلى هذه المشكلة كذلك على أنها قد تكون غير قابلة للحل وناجمة عن الطابع المزدوج للاتحاد الأوروبي.
لاحظت جمعية الإصلاح الانتخابي أدلة اقتراع من ألمانيا أظهرت أن الدعم المقدم لمجموعة ائتلاف الاتحاد الديمقراطي المسيحي / الاتحاد الاجتماعي المسيحي (حزب الشعب الأوروبي) قبل انتخابات البرلمان الأوروبي لعام 2014 كان أكثر من الدعم المقدم إلى الحزب الديمقراطي الاشتراكي الألماني (التحالف التقدمي للاشتراكيين والديمقراطيين) وأنه لم يكن هناك فرق يذكر بين دعمهم في استطلاعات الرأي للانتخابات الوطنية وانتخابات البرلمان الأوروبي. كان ذلك على الرغم من استطلاع رأي آخر أظهر أن مرشح الحزب الاشتراكي الديمقراطي مارتن شولز كان أكثر شعبية بين الناخبين الألمان من مرشح حزب الشعب الأوروبي جان كلود يونكر. خلصوا إلى أن «ذلك لا يعني أن أغلبية الناخبين الألمان يرون المنافسة فرصة لاختيار رئيس اللجنة»، إلا أنهم أوصوا بأن يُرفق نموذج المرشحين بمجموعة أوضح من القواعد للانتخابات المقبلة.